# Resolutie 1334 Veiligheidsraad Verenigde Naties
Resolutie 1334 van de Veiligheidsraad van de Verenigde Naties werd unaniem door de VN-Veiligheidsraad aangenomen op 22 december 2000 en was de laatste resolutie van dat jaar.

## Achtergrond
In Sierra Leone waren al jarenlang etnische spanningen tussen verschillende bevolkingsgroepen. In 1978 werd het een eenpartijstaat met een regering die gekenmerkt werd door corruptie en wanbeheer van onder meer de belangrijke diamantmijnen. Intussen was in buurland Liberia al een bloedige burgeroorlog aan de gang, en in 1991 braken ook in Sierra Leone vijandelijkheden uit. In de volgende jaren kwamen twee junta's aan de macht, waarvan vooral de laatste een schrikbewind voerde. Zij werden eind 1998 met behulp van buitenlandse troepen verjaagd, maar begonnen begin 1999 een bloedige terreurcampagne. Pas in 2002 legden ze de wapens neer.

## Inhoud

### Handelingen
De Veiligheidsraad was bezorgd om de fragiele situatie in Sierra Leone en buurlanden. Op 10 november hadden de regering van het land en de rebellen van het RUF een staakt-het-vuren getekend die evenwel niet door het RUF zelf werd nageleefd.
De UNAMSIL vredesmacht moest de regering bijstaan om haar gezag uit te breiden, de orde te herstellen, het land te stabiliseren en mee te werken aan de vrede door onder meer te ontwapenen. Het mandaat van die missie werd verlengd tot 31 maart 2001.

## Verwante resoluties
- Resolutie 1317 Veiligheidsraad Verenigde Naties
- Resolutie 1321 Veiligheidsraad Verenigde Naties
- Resolutie 1346 Veiligheidsraad Verenigde Naties (2001)
- Resolutie 1370 Veiligheidsraad Verenigde Naties (2001)

Lijst ·  1285 ·  1286 ·  1287 ·  1288 ·  1289 ·  1290 ·  1291 ·  1292 ·  1293 ·  1294 ·  1295 ·  1296 ·  1297 ·  1298 ·  1299 ·  1300 ·  1301 ·  1302 ·  1303 ·  1304 ·  1305 ·  1306 ·  1307 ·  1308 ·  1309 ·  1310 ·  1311 ·  1312 ·  1313 ·  1314 ·  1315 ·  1316 ·  1317 ·  1318 ·  1319 ·  1320 ·  1321 ·  1322 ·  1323 ·  1324 ·  1325 ·  1326 ·  1327 ·  1328 ·  1329 ·  1330 ·  1331 ·  1332 ·  1333 ·  1334